# Успенка (Олександрійський район)
Успе́нка (у минулому — Тахтіївка, Плахтіївка, Бутівський шанець, Зимунь, Земунь) — село в Україні, в Онуфріївській селищній громаді Олександрійського району Кіровоградської області. Колишній центр Успенської сільської ради. Населення становить 947 особи.

## Історія
Є припущення, що поселення існувало ще до Хмельниччини, під назвою слобода Бонча, яка згадується в актах з 1645 року (Бонча — шляхетський герб осадника-засновника лівобережних Потоків Валеріана Бонецького).
Село Успенка (Плахтіївка, Земун) засноване у 1696 році переселенцями з Волині. Початково мало назву Плахтіївка, яка скоріше за все походить від назви села, звідки переселялися. До 1752 року перебувало у складі Келебердянської сотні Полтавського полку. З утворенням Нової Сербії перейменовано на Земун (на той час передмістя Белграда, зараз частина цього міста). Інші назви села того часу: «Бутівський шанець», «Зимунь», «Земунь». В селі розміщувалася 5 рота новосербського Пандурського полку. Після розформування Нової Сербії у 1764 році назву Плахтіївка було повернено. Але у 1826 в селі відбулося повстання проти введення військового поселення і всіх жителів було переселено в Бессарабію, де нині є село Плахтіївка Саратського району Одеської області. У 1830 році село було знову заселене, але відтоді отримало назву Успенка, що походить від назви Успенської церкви, збудованої в селі у 1744 році.
Пізніше — центр Успінської волості Верхньодніпровського повіту Катеринославської губернії.
За даними на 1859 рік в південному селі мешкала 1361 особа (754 чоловіки та 607 жінок), налічувалось 224 двори, православна церква.
Станом на 1886 рік в селі проживало 1830 осіб, налічувалось 350 дворів, православна церква, школа, етапне приміщення, 4 лавки та відбувався щорічний ярмарок.
За даними на 1908 рік в селі мешкало 3777 осіб (1884 чоловіки та 1893 жінки), налічувалось 615 дворових господарств.
Під час організованого радянською владою Голодомору 1932—1933 років померло щонайменше 188 жителів села.

## Населення
Згідно з переписом УРСР 1989 року чисельність наявного населення села становила 1418 осіб, з яких 589 чоловіків та 829 жінок.
За переписом населення України 2001 року в селі мешкали 1334 особи.

### Мова
Розподіл населення за рідною мовою за даними перепису 2001 року:
| Мова       | Чисельність | Відсоток |
| ---------- | ----------- | -------- |
| українська | 1250        | 94,06%   |
| російська  | 63          | 4,73%    |
| вірменська | 13          | 0,98%    |
| румунська  | 3           | 0,23%    |
| Усього     | 1329        | 100%     |

## Релігія
Свято-Успенський храм Української Православної Церкви (УПЦ) на честь Успіння Пресвятої Богородиці

## Постаті
Похований Дмитро Шевченко (1990—2014) — старший солдат Збройних сил України, учасник російсько-української війни.
Народився Іван Білодід, радянський мовознавець та русифікатор. 9 листопада 2013 року в селі на фасаді місцевої школи, за ініціативи її директорки Арміне Малумян, було встановлено пам'ятну дошку Білодідові. В урочистостях взяла участь донька Білодіда Юлія, яка приїхала з Києва із сином Юрієм. З нагоди відкриття відбувся концерт. Надпис на дошці був виконаний з орфографічними помилками. Через це мовознавець Лариса Масенко заявила що: «Ця помилка вийшла знаковою. Адже Білодід обстоював гармонійну українсько-російську двомовність. За радянських часів він був основним ідеологом тієї теорії, що українська і російська мови чудово впливають одна на одну. І ось ця помилка, коли з'явилася суміш української і російської мов у його імені та по батькові, стала ніби підтвердженням його теорії. Тобто ситуація досить комічна». Кандидат педагогічних наук Олександр Ратушняк прокоментував це таким чином: «Думаю, Білодід би не плакав, а радів би з цього приводу. Саме він був активним борцем за зближення української мови з російською і вилучав зі словників питомо українські слова. За що Юрій Шевельов й інші представники діаспори називали його Русодєд!».